# Marie-Amélie Albrand
Marie-Amélie Albrand (* 5. November 1997) ist eine luxemburgische Fußballspielerin.

## Karriere

### Verein
Albrand debütierte am 29. April 2016 für Sporting Bettemburg im Spiel gegen den AS Colmar-Berg (9:0) in der Dames Ligue 1, der höchsten luxemburgischen Spielklasse im Frauenfußball. Am 22. August 2017 wurde Albrand beim 0:8 gegen PAOK Thessaloniki zum ersten Mal in der UEFA Women’s Champions League eingesetzt. Mit dem Verein gewann sie 2017 und 2019 jeweils die luxemburgische Meisterschaft. Seit 2020 spielt sie für den Ligarivalen RFC Union Luxemburg und konnte auch dort ein Jahr später den ersten von bisher drei Titeln feiern.

### Nationalmannschaft
Ihren Einstand in der luxemburgische A-Nationalmannschaft gab die Abwehrspielerin am 29. Juni 2016, als sie beim 5:2-Sieg gegen die Vereinigten Arabischen Emirate in der 87. Minute für Sandy Sauber eingewechselt wurde. Bislang bestritt Albrand acht Länderspiele, wurde aber seit 2019 nicht mehr nominiert.

## Erfolge
- Luxemburgische Meisterin: 2017, 2019, 2021, 2022
- Luxemburgische Pokalsiegerin: 2022